# Focicchia
Focicchia est une commune française située dans la circonscription départementale de la Haute-Corse et le territoire de la collectivité de Corse. Elle appartient à l'ancienne piève de Rogna.

## Géographie

### Situation
Focicchia est une commune de la piève de Rogna, constituée de villages en corniche sur les deux rives de la basse vallée du Tavignano.

### Géologie et relief
Focicchia est une commune de l'intérieur de l'île, sans façade maritime, située dans la partie méridionale du massif du San Petrone, soit au sud-ouest de la Castagniccia, dans l'En-Deçà-des-Monts ou « Corse schisteuse » au nord-est de la Corse.
Au N-NE, son territoire est limitrophe de celui du parc naturel régional de Corse. À l'est, il occupe le versant oriental d'un chaînon montagneux de la partie méridionale du massif, orienté N-S, lequel comprend  Punta di Mangaio (1 036 m), Punta Alta (1 055 m), Punta Cigno (1 003 m), Punta Caracuto (1 036 m) et Punta Cervio (1 189 m) plus haut sommet communal. Au sud, il est délimité pour partie par la montagne d'Altiani et l'autre, par les ruisseaux de Limone affluent du Tavignano (rg) et de Pietre Bianche son affluent. À l'ouest, ses limites longent le flanc oriental d'une ligne de crête de moyenne montagne (739 m au plus haut point) dominant le village d'Erbajolo.
Le village a été construit sur un éperon rocheux, son centre se situant à 667 m d'altitude.

### Hydrographie
La commune occupe une grande partie du bassin versant du ruisseau de Limone, principal cours d'eau et affluent du Tavignano qui longe son territoire au sud-ouest. 
En amont, le ruisseau de Limone porte successivement les noms de ruisseau de Spundone, ruisseau de Ferlacce et ruisseau de Quarcelleraso - Sant'Andréa-di-Bozio où il prend source.

### Climat et végétation
Tout le territoire oriental de la commune, soit la partie haute, est revêtu d'une couverture végétale dense, verte, composée de forêts de chênes verts, de chênes-lièges et de châtaigniers, avec un sous-bois haut et épais. La partie basse, celle qui décline du village jusqu'au lit du Tavignano, présente un sol souvent dénudé montrant les plissements schisteux, rocailleux, couvert d'une maigre végétation, un maquis clairsemé avec quelques chênes-lièges. En début d'été, les genêts d'Espagne apportent des touches jaunes au maquis, en bordure des routes mais aussi sur les hauteurs. Puis ce maquis devient marron, desséché, présentant un grand risque d'incendie.

### Voies de communication et transport

#### Accès routiers
La commune est traversée par la D 14, route doublant en partie la RT 50 (ex-RN 200) sur les hauteurs en desservant depuis Favalello, les villages de la piève de Rogna en rive gauche du Tavignano : Erbajolo, Focicchia, Altiani, Piedicorte-di-Gaggio, Pietraserena, Pancheraccia et Giuncaggio. La D 14 est une route sinueuse, étroite, dotée sur la commune, d'une chaussée en mauvais état.
La RT 50 (ex-RN 200) longe le Tavignano sans toucher la commune. Par la voie la plus rapide (D 14, D 314 et RT 50), Focicchia se trouve à 28 km de Corte, ville sous-préfecture et métropole du Centre Corse.

#### Transports
La commune n'est desservie par aucun transport. La gare la plus proche est celle de Corte à 26 km, l'aéroport celui de Bastia-Poretta est à 79 km et le port, celui de commerce de Bastia, à 96 km.

## Urbanisme

### Typologie
Au 1er janvier 2024, Focicchia est catégorisée commune rurale à habitat très dispersé, selon la nouvelle grille communale de densité à sept niveaux définie par l'Insee en 2022.
Elle est située hors unité urbaine. Par ailleurs la commune fait partie de l'aire d'attraction de Corte, dont elle est une commune de la couronne,. Cette aire, qui regroupe 34 communes, est catégorisée dans les aires de moins de 50 000 habitants,.

### Occupation des sols
L'occupation des sols de la commune, telle qu'elle ressort de la base de données européenne d’occupation biophysique des sols Corine Land Cover (CLC), est marquée par l'importance des forêts et milieux semi-naturels (99,9 % en 2018), une proportion identique à celle de 1990 (100 %). La répartition détaillée en 2018 est la suivante : 
forêts (80,1 %), milieux à végétation arbustive et/ou herbacée (15,9 %), espaces ouverts, sans ou avec peu de végétation (3,9 %), zones agricoles hétérogènes (0,1 %). L'évolution de l’occupation des sols de la commune et de ses infrastructures peut être observée sur les différentes représentations cartographiques du territoire : la carte de Cassini (XVIIIe siècle), la carte d'état-major (1820-1866) et les cartes ou photos aériennes de l'IGN pour la période actuelle (1950 à aujourd'hui).

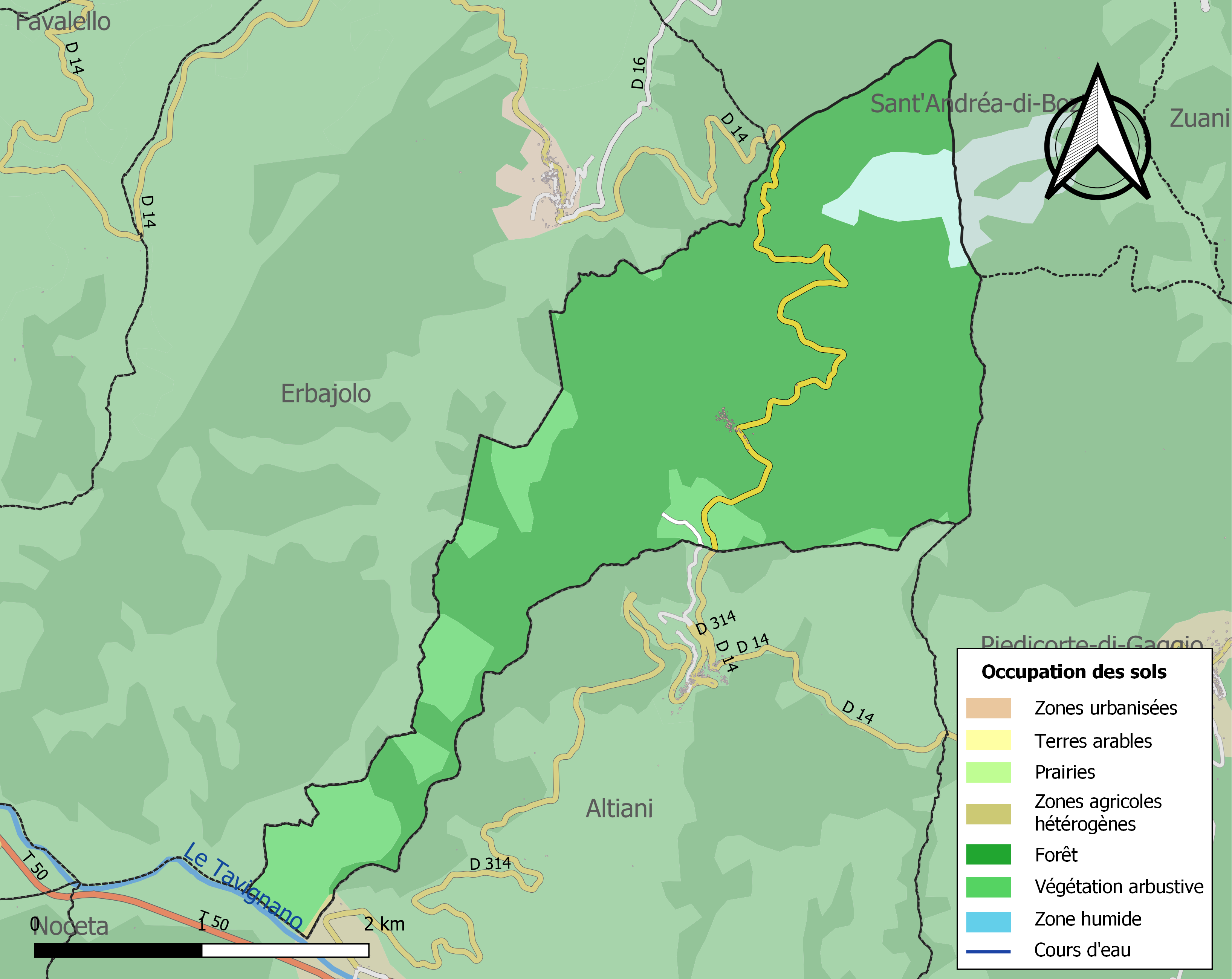
Carte des infrastructures et de l'occupation des sols de la commune en 2018 (CLC).

## Toponymie
Le nom en corse de la commune est Fucichja /fuˈd͡ʒica/.

## Histoire

### Moyen Âge
Focicchia faisait partie de la pieve de Rogna, dans la partie de celle-ci qui appartient à la Castagniccia.

### Temps modernes
Vers 1520, les communautés de la Fosigia, aujourd'hui Focicchia, et de la Lamella, village depuis longtemps disparu, faisaient partie de la pieve de Rogna. La pieve comptait environ 4 250 habitants et avait pour lieux habités Vivario (li Gati, le Murachiole, Arche), Herbajolo, la Valle di Sera, la Fosigia, la Lamella, Altiani, lo Petragio, lo Pè di la Corte, lo Lunello, Porra, lo Piano Buono, la Petra Serena, Santa Maria de Talsini, Corte, Omessa, Santa Lutia, Tralunca, lo Soarello, Castirla.
La partie de la piève de Rogna, située en deçà du fleuve Tavignano, contient quatorze villages : Erbajolo, la Valle di Sera, Focicchia, la Lamella (la Mela), Altiani, où on trouve un couvent des frères Mineurs, lo Petragio, Piedicorte di Gaggio, lo Lunello, Porra, lo Piano Buono, Pietraserena, Giuncaggio, Carco et la Pancaraccia, où résidait une famille de Caporaux, très célèbre autrefois, mais aujourd'hui bien déchue.

« Cette piève est très populeuse et produit en abondance des céréales, du bétail, des pommes et autres fruits, un peu de vin et d'huile. »

— Mgr Giustiniani in Dialogo nominato Corsica, traduction de l'Abbé Letteron in Histoire de la Corse, Description de la Corse Tome I p. 35
La Rogna relevait de l'évêque d'Aléria qui disposait d'un revenu de deux mille ducats ; l'évêché comprenait dix-neuf pièves qui sont : Giovellina, Campoloro, Verde, Opino, la Serra, Bozio, Alesani, Orezza, Vallirustie, Talcini, Venaco, Rogna, la Cursa, Covasina, Castello, Aregno, Matra, Niolo et Carbini, dans le Delà des Monts.
- 1521 - Les pièves de Rogna et de la Serra, qu'occupait Giovan Paolo di Leca, sont envahies par l'infanterie et de la cavalerie de Silvestro Giustiniano, le commissaire génois du Delà des Monts, aidé par Rinuccio Della Rocca son allié corse.

En 1793, une partie de la piève de Rogna redécoupée devient le canton de Tavignano ; celui-ci devient en 1828 le canton de Piedicorte-di-Gaggio, jusqu'à la fusion en 1973 de celui-ci avec ceux de San-Lorenzo et de Sermano.
- 1789 - La Corse fait partie du royaume de France. Elle est la propriété de Louis XV, roi de France.
- 1790 - Avec la Révolution française, est créé le département de Corse
- 1793 - Est créé le département de El Golo (l'actuelle Haute-Corse). La commune portait le nom de Focicchia (An II).
- 1793 - Après la Révolution, la pieve de Tavignano devient le canton de Tavignano, dans le district de Corte.
- 1801 - Focicchia au Bulletin des lois, le canton de Tavignano, passe dans l'arrondissement de Corte, dans le département de El Golo.
- 1811 - Les deux départements sont réuinifiés en un seul, le département de Corse.
- 1828 - Focicchia bascule dans le canton de Piedicorte-di-Gaggio.

### Époque contemporaine
- 1954 - Le canton de Piedicorte-di-Gaggio était composé des communes d'Altiani, Erbajolo, Focicchia, Giuncaggio, Pancheraccia, Piedicorte-di-Gaggio et Pietraserena. Focicchia comptait alors 106 habitants.
- 1973 - De nouveaux cantons sont créés dont le canton de Bustanico créé avec la fusion imposée des anciens cantons de Piedicorte-di-Gaggio, San Lurenzo et Sermano.
- 1975 - L'île est à nouveau partagée en deux départements. Focicchia se trouve dans le département de la Haute-Corse.

## Politique et administration

### Liste des maires
| Période                                  | Période  | Identité           | Étiquette | Qualité |
| ---------------------------------------- | -------- | ------------------ | --------- | ------- |
| mars 2014                                | En cours | Frédéric TRISTANI  | REG       |         |
| mars 2008                                | 2014     | Georges FEDE       |           |         |
| mars 2001                                | 2008     | Marie-Lucie ANGELI |           |         |
| 1957                                     | 2001     | Octave TRISTANI    | DVG       |         |
| Les données manquantes sont à compléter. |          |                    |           |         |

## Population et société

### Démographie
L'évolution du nombre d'habitants est connue à travers les recensements de la population effectués dans la commune depuis 1800. Pour les communes de moins de 10 000 habitants, une enquête de recensement portant sur toute la population est réalisée tous les cinq ans, les populations de référence des années intermédiaires étant quant à elles estimées par interpolation ou extrapolation. Pour la commune, le premier recensement exhaustif entrant dans le cadre du nouveau dispositif a été réalisé en 2004.

En 2022, la commune comptait 32 habitants, en évolution de +23,08 % par rapport à 2016 (Haute-Corse : +5,15 %, France hors Mayotte : +2,11 %).
| 1800 | 1806 | 1821 | 1831 | 1836 | 1841 | 1846 | 1851 | 1856 |
| ---- | ---- | ---- | ---- | ---- | ---- | ---- | ---- | ---- |
| 177  | 205  | 188  | 209  | 233  | 233  | 251  | 226  | 231  |

| 1861 | 1866 | 1872 | 1876 | 1881 | 1886 | 1891 | 1896 | 1901 |
| ---- | ---- | ---- | ---- | ---- | ---- | ---- | ---- | ---- |
| 249  | 243  | 247  | 221  | 212  | 226  | 193  | 170  | 172  |

| 1906 | 1911 | 1921 | 1926 | 1931 | 1936 | 1946 | 1954 | 1962 |
| ---- | ---- | ---- | ---- | ---- | ---- | ---- | ---- | ---- |
| 193  | 191  | 154  | 130  | 140  | 112  | 176  | 106  | 77   |

| 1968 | 1975 | 1982 | 1990 | 1999 | 2004 | 2006 | 2009 | 2014 |
| ---- | ---- | ---- | ---- | ---- | ---- | ---- | ---- | ---- |
| 54   | 48   | 34   | 22   | 30   | 40   | 39   | 40   | 25   |

| 2019 | 2022 | - | - | - | - | - | - | - |
| ---- | ---- | - | - | - | - | - | - | - |
| 28   | 32   | - | - | - | - | - | - | - |

### Enseignement
- L'école primaire publique la plus proche se trouve à Erbajolo, à 6,5 km.
- Les collège et lycée Pascal-Paoli, les plus proches, sont à 27 km.

Le lycée professionnel agricole le plus proche est situé à Borgo, soit à 78 km.

### Santé
Les cabinets des médecins les plus proches sont situés à Corte, à environ 27 km. 
Les plus proches hôpitaux sont :
- le Centre hospitalier de Bastia à 91 km,
- le Centre hospitalier intercommunal Corte Tattone à 27 km.

Les ambulanciers les plus proches se trouvent également à Corte, de même que les masseurs kinésithérapeutes. L'infirmière la plus proche est installée à Pietraserena, à 7,5 km.

### Manifestations culturelles et festivités

#### Fêtes
- Fête patronale Saint-Blaise le 3 février.
- Fête communale le 1er dimanche d'août, sortie communale traditionnelle jusqu'à la Bocca al Pruno 1 070 m, avec repas champêtre.

## Culture locale et patrimoine

### Lieux et monuments

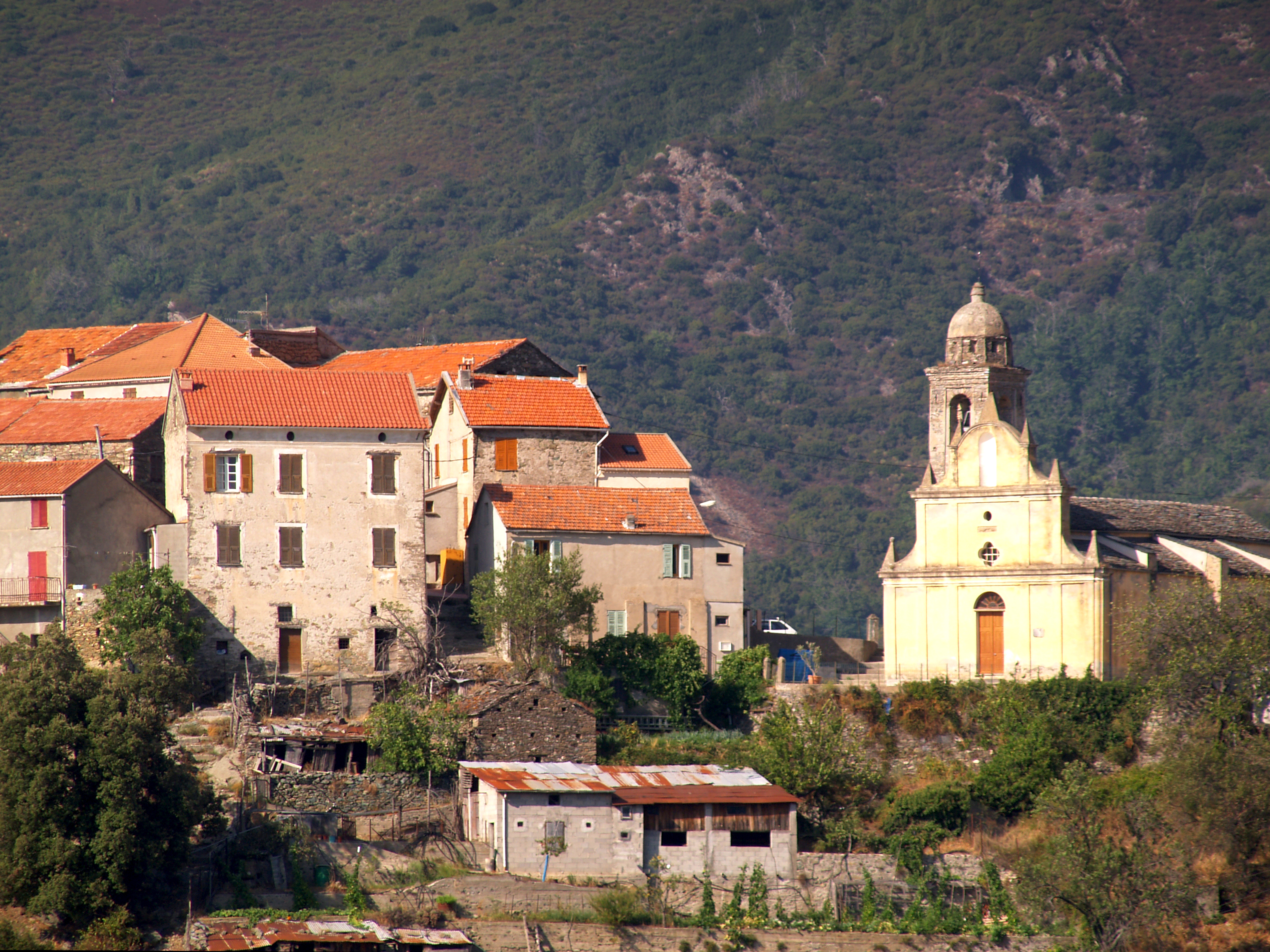
Église Saint-Blaise.

- Monument aux morts

#### Église paroissiale Saint-Blaise
L'église paroissiale Saint-Blaise (San Biasgiu ou encore San Biaggio), d'origine romane, est située au cœur du village. Elle a été reconstruite au XVIIIe siècle.

#### Église San Salvadore
Les ruines de l'église San Salvadore du XIe siècle, se trouvent près d'un ancien cimetière. Son linteau de style primitif, est sculpté de deux paons. Il orne aujourd'hui la façade principale de l'église paroissiale Saint-Blaise.

#### L'ancienne église piévane
Au sud-ouest de la commune, au lieu-dit Pieve proche du fleuve Tavignano, existait l'église d'une ancienne communauté disparue. Elle se trouvait à environ 600 m (distance orthodromique) de l'ancienne chapelle San Giovanni classée Monument historique. N'en subsiste aujourd'hui que des vestiges comprenant une abside en cul-de-four, qui font partie d'une bergerie.

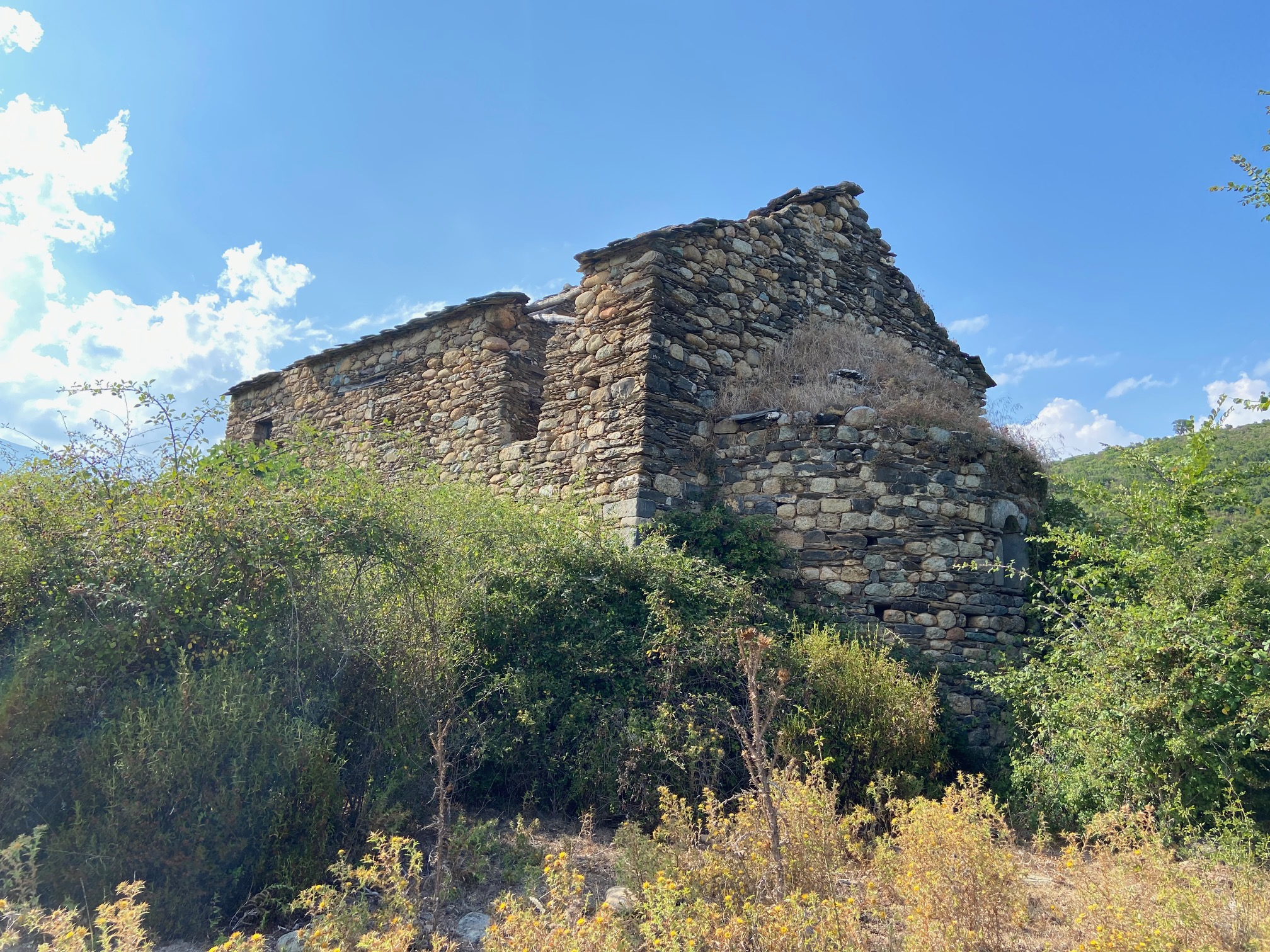
Le site de l'ancienne église piévane, au lieu-dit "A Pieve"

### Patrimoine naturel

#### Arrêté de protection de biotope, d’habitat naturel ou de site d’intérêt géologique
Punta alta
Focicchia est concerné pour 8,5 ha de son territoire qui sont protégés par l'arrêté préfectoral de protection de biotope, d’habitat naturel ou de site d’intérêt géologique
du 30 juin 1998, objet de la fiche FR3800541 - Punta Alta de l'Inventaire national du patrimoine naturel.

#### ZNIEFF
La commune est concernée par deux zones naturelles d'intérêt écologique, faunistique et floristique de 2e génération :
Basse vallée du Tavignano
Dix communes se partagent cette zone d'une superficie de 1 057 ha qui s’étale le long du fleuve, depuis Aléria jusqu’au pont de Noceta. « La basse vallée du Tavignano est le seul endroit de Corse où l'alose feinte se reproduit actuellement ; le fleuve abrite en outre la blennie fluviatile et de nombreux invertébrés macrobenthiques déterminants ».
Châtaigneraies et bois des versants sud et ouest du massif du San Petrone
Cette zone d'une superficie de 5 550 ha concerne les formations boisées de 23 communes de la Castagniccia occidentale et du Bozio. La couverture forestière de ce secteur est moins homogène et morcelée en différentes unités. Les châtaigneraies moins omniprésentes qu'en petite Castagniccia, constituent néanmoins un élément marquant dans le paysage. Les peuplements forestiers sont composés également de chênes verts, de chênes blancs, d'aulnes cordés, et de boisements épars de résineux.

#### Natura 2000
Sites d'Intérêt Communautaire (Dir. Habitat)
Basse vallée du Tavignano
La Basse vallée du Tavignano abrite un SIC de la directive "Habitats, faune, flore", d'une superficie de 770 ha concernant sept communes : Aléria, Altiani, Antisanti, Erbajolo, Focicchia, Giuncaggio, Noceta, Piedicorte-di-Gaggio et Venaco. L'importance du site réside dans le fait qu'il est le seul endroit de Corse où l'Alose feinte se reproduit actuellement. S'y trouve également la  plus grosse colonie de Corse de Murins à Oreilles échancrées (Myotis emarginatus (E. Geoffroy, 1806)) (annexe II) et plusieurs colonies importantes de Petits rhinolophes. Le SIC est inscrit à l'Inventaire national du patrimoine naturel sous la fiche FR9400602 - Basse vallée du Tavignano.
Massif du San Pedrone (Castagniccia)

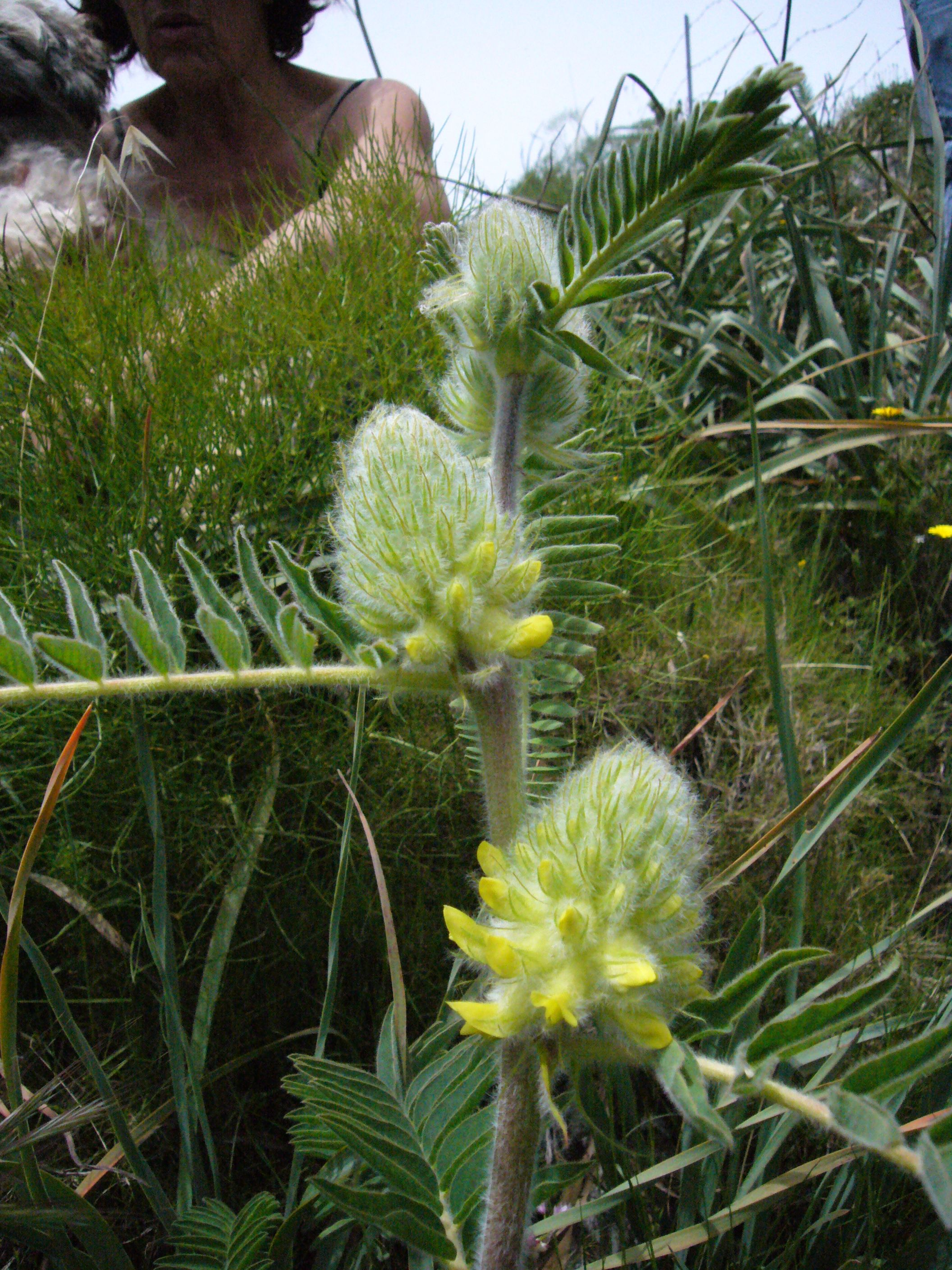
Astragalus alopecurus.

D'une superficie de 732 ha, le site est composé d'un habitat majoritaire (60 %) de landes, broussailles, recrus, maquis et garrigues. Son importance est qu'au sud, les crêtes de la Punta Alta abritent l'unique population Corse d’Astragale queue de renard (Astragalus alopecurus) (annexe II de la directive 92/43/CEE du Conseil), plante localisée en France continentale au massif du Queyras ; au nord le site recèle une source encroûtante (habitat prioritaire) dont la flore des Bryophytes est particulièrement riche. Le SIC est inscrit à l'Inventaire national du patrimoine naturel sous la fiche FR9400573 - Massif du San Pedrone (Castagniccia).

### Personnalités liées à la commune
- Antoine-Laurent Serpentini, professeur d'histoire à l'université de Corse et écrivain. Auteur de plusieurs ouvrages dont Théodore de Neuhoff, roi de Corse (Prix Don-Joseph Morellini) et Dictionnaire historique de la Corse parus aux Éditions Albiana respectivement en 2012 et 2006. Décédé le 17 octobre 2012 à l'âge de 64 ans[20].